# Hovea speciosa
Hovea speciosa är en ärtväxtart som beskrevs av I.Thomps. Hovea speciosa ingår i släktet Hovea och familjen ärtväxter. Inga underarter finns listade i Catalogue of Life.